# Disco Inverno Rare & Unreleased
Disco Inverno Rare & Unreleased è un EP di Mecna, pubblicato il 19 aprile 2013 dalla Macro Beats con distribuzione Artist First.

## Tracce
1. Sul serio RMX (feat. Mezzosangue, Johnny Marsiglia) – 4:27
2. Due passi (feat. Hyst) (Unplugged) – 2:57
3. Nessun altro – 3:15
4. Capirai (feat. Stokka) – 4:04
5. Servirà una scala (feat. Andrea Nardinocchi) (Unplugged) – 3:32
6. Compressi di sogni – 3:54